# Джим Петтерссон
Джим Ерік Петтерссон (швед. Jim Eric Pettersson; нар. 1 листопада 1983) — шведський борець греко-римського стилю, бронзовий призер чемпіонату світу.

## Життєпис
Боротьбою почав займатися з 1987 року. 
Виступав за борцівський клуб «IK Sparta» Мальме. Тренери — Роберт Фрейдж (з 2013), Джалмар Сйоберг (з 2015).

## Спортивні результати на міжнародних змаганнях

### Виступи на Чемпіонатах світу
| Змагання                        | Збірна | Вагова категорія                 | Місце  |
| ------------------------------- | ------ | -------------------------------- | ------ |
| Чемпіонат світу з боротьби 2014 | Швеція | греко-римська боротьба, до 80 кг | Бронза |

### Виступи на Чемпіонатах Європи
| Змагання                         | Збірна | Вагова категорія                 | Місце |
| -------------------------------- | ------ | -------------------------------- | ----- |
| Чемпіонат Європи з боротьби 2004 | Швеція | греко-римська боротьба, до 84 кг | 13    |
| Чемпіонат Європи з боротьби 2005 | Швеція | греко-римська боротьба, до 84 кг | 11    |
| Чемпіонат Європи з боротьби 2006 | Швеція | греко-римська боротьба, до 84 кг | 21    |
| Чемпіонат Європи з боротьби 2007 | Швеція | греко-римська боротьба, до 84 кг | 7     |
| Чемпіонат Європи з боротьби 2011 | Швеція | греко-римська боротьба, до 84 кг | 12    |
| Чемпіонат Європи з боротьби 2012 | Швеція | греко-римська боротьба, до 84 кг | 17    |
| Чемпіонат Європи з боротьби 2014 | Швеція | греко-римська боротьба, до 85 кг | 12    |
| Чемпіонат Європи з боротьби 2016 | Швеція | греко-римська боротьба, до 80 кг | 10    |

### Виступи на Кубках світу
| Змагання                    | Збірна | Вагова категорія                 | Місце |
| --------------------------- | ------ | -------------------------------- | ----- |
| Кубок світу з боротьби 2010 | Швеція | греко-римська боротьба, до 84 кг | 8     |
| Кубок світу з боротьби 2015 | Швеція | греко-римська боротьба, до 85 кг | 6     |

### Виступи на інших змаганнях
| Змагання                                                       | Збірна | Вагова категорія                 | Місце  |
| -------------------------------------------------------------- | ------ | -------------------------------- | ------ |
| Гран-прі Німеччини з боротьби 2004                             | Швеція | греко-римська боротьба, до 84 кг | 9      |
| Північний чемпіонат з боротьби 2005                            | Швеція | греко-римська боротьба, до 84 кг | Бронза |
| Північний чемпіонат з боротьби 2006                            | Швеція | греко-римська боротьба, до 84 кг | Бронза |
| Тор Мастерс 2007                                               | Швеція | греко-римська боротьба, до 96 кг | Золото |
| Гран-прі Німеччини з боротьби 2007                             | Швеція | греко-римська боротьба, до 84 кг | 18     |
| Тор Мастерс 2008                                               | Швеція | греко-римська боротьба, до 96 кг | Срібло |
| Турнір Вехбі Емре 2010                                         | Швеція | греко-римська боротьба, до 84 кг | Бронза |
| Гран-прі Німеччини з боротьби 2010                             | Швеція | греко-римська боротьба, до 84 кг | 10     |
| Північний чемпіонат з боротьби 2010                            | Швеція | греко-римська боротьба, до 84 кг | Срібло |
| Міжнародний турнір «Cristo Lutte» 2011                         | Швеція | греко-римська боротьба, до 84 кг | Бронза |
| Золотий Гран-прі з боротьби 2011 (Сомбатгей)                   | Швеція | греко-римська боротьба, до 84 кг | 5      |
| Золотий Гран-прі з боротьби 2011 (Баку)                        | Швеція | греко-римська боротьба, до 84 кг | 11     |
| Тор Мастерс 2012                                               | Швеція | греко-римська боротьба, до 84 кг | Срібло |
| Турнір Дана Колова — Николи Петрова 2012                       | Швеція | греко-римська боротьба, до 84 кг | 11     |
| Тор Мастерс 2013                                               | Швеція | греко-римська боротьба, до 84 кг | Срібло |
| Золотий Гран-прі з боротьби 2013 (Сомбатгей)                   | Швеція | греко-римська боротьба, до 84 кг | 5      |
| Північний чемпіонат з боротьби 2013                            | Швеція | греко-римська боротьба, до 84 кг | Срібло |
| Кубок Азовмаша 2013                                            | Швеція | греко-римська боротьба, до 84 кг | 5      |
| Гран-прі Німеччини з боротьби 2013                             | Швеція | греко-римська боротьба, до 84 кг | 7      |
| Золотий Гран-прі з боротьби 2013 (Баку)                        | Швеція | греко-римська боротьба, до 84 кг | Срібло |
| Тор Мастерс 2014                                               | Швеція | греко-римська боротьба, до 85 кг | Бронза |
| Відкритий чемпіонат Стокгольма з боротьби 2014                 | Швеція | греко-римська боротьба, до 85 кг | Золото |
| Гран-прі Німеччини з боротьби 2014                             | Швеція | греко-римська боротьба, до 85 кг | 15     |
| Гран-прі FILA 2015                                             | Швеція | греко-римська боротьба, до 85 кг | 14     |
| Кубок Хапаранди з боротьби 2015                                | Швеція | греко-римська боротьба, до 80 кг | Срібло |
| Тор Мастерс 2016                                               | Швеція | греко-римська боротьба, до 75 кг | 4      |
| Олімпійський кваліфікаційний турнір з боротьби 2016 (Зренянин) | Швеція | греко-римська боротьба, до 75 кг | 13     |

### Виступи на змаганнях молодших вікових груп
| Змагання                                          | Збірна | Вагова категорія                 | Місце  |
| ------------------------------------------------- | ------ | -------------------------------- | ------ |
| Чемпіонат світу з боротьби серед кадетів 1999     | Швеція | греко-римська боротьба, до 63 кг | 14     |
| Північний чемпіонат з боротьби серед кадетів 2000 | Швеція | греко-римська боротьба, до 76 кг | Золото |
| Північний чемпіонат з боротьби серед юніорів 2001 | Швеція | греко-римська боротьба, до 76 кг | Срібло |
| Чемпіонат світу з боротьби серед юніорів 2001     | Швеція | греко-римська боротьба, до 76 кг | 21     |
| Північний чемпіонат з боротьби серед юніорів 2002 | Швеція | греко-римська боротьба, до 85 кг | Бронза |
| Чемпіонат Європи з боротьби серед юніорів 2002    | Швеція | греко-римська боротьба, до 76 кг | 20     |
| Північний чемпіонат з боротьби серед юніорів 2003 | Швеція | греко-римська боротьба, до 84 кг | Золото |
| Чемпіонат світу з боротьби серед юніорів 2003     | Швеція | греко-римська боротьба, до 74 кг | 20     |